# Dezső Kosztolányi
Dezső Kosztolányi (hongarès: Kosztolányi Dezső)  (Subotica, 29 de març de 1885 - Budapest, 3 de novembre de 1936) va ser un conegut poeta, novel·lista, periodista, crític literari, assagista i traductor hongarès. És sobretot conegut per algunes novel·les, sovint situades a la població imaginària de Sarszeg, la principal qualitat de les quals és sens dubte una mescla indissociable d'ironia i de tendresa, d'humor i de malenconia.

## Biografia
Nasqué a Szabadka (Subotica en serbi) el 1885, ciutat que en aquell moment formava part de l'Imperi Austrohongarès i actualment situada al nord de Sèrbia. Va inspirar-se en aquesta ciutat per crear la fictícia Sárszeg, on té lloc l'acció de les seves novel·les Alosa i L'estel daurat. Kosztolányi va estudiar a la Universitat de Budapest, on va conèixer els poetes Mihály Babits i Gyula Juhász, i durant un curt període a Viena. Posteriorment va esdevenir periodista, ocupació que va mantenir durant la resta de la seva vida. L'any 1908 va substituir l'escriptor Endre Ady com a reporter d'un rellevant diari de Budapest, el Budapesti Napló (Diari de Budapest). El seu primer recull de poesies, Les queixes del nen pobre, publicat el 1910, va obtenir un èxit rotund al seu país, i va encetar una prolífica etapa al llarg de la qual va publicar pràcticament un llibre cada any. Va morir el 1936 a causa d'un càncer de laringe.

## Escrits
La revista literària Nyugat ('Occident' en hongarès), de gran importància en el procés de revitalització de la literatura hongaresa, va ser creada el 1908, i Kosztolányi en va ser un dels primers col·laboradors, part dels quals s'anomenen sovint com la "primera generació Nyugat", i hi publicaven sobretot obres en vers.
Entre els seus escrits podem destacar les novel·les Alosa, L'estel daurat, Anna Édes (de la qual hi ha traducció en català, Proa, 2006) o Neró, el poeta sangonós, i relats com els que va incloure a Contes psicoanalítics, tal vegada resultat de la seva relació amb la psicoanàlisi i psicoanalistes com Sándor Ferenczi. Quant a la seva obra poètica, l'any 1924 va publicar un volum en vers el títol del qual evocava la seva tasca anterior, Les queixes de l'home trist.
Kosztolányi també es va dedicar a la traducció d'obres literàries de l'anglès a l'hongarès, com ara El conte d'hivern o Alícia al país de les meravelles.